# ジョゼフ＝エミール・バルビエ
ジョゼフ＝エミール・バルビエ（仏: Joseph-Émile Barbier、1839年3月18日 - 1889年1月28日
）は、フランスの天文学者、数学者。定幅図形の周長に関するバルビエの定理で知られる。
1839年、フランス南部のサン＝イラール＝コットに生まれた。イエズス会英語大学とアンリ4世校で教育を受けた。1857年高等師範学校に入学し、1860年に現在バルビエの定理と呼ばれる定理に関する論文を発表して卒業した。この論文では、積分を用いないビュフォンの麺の定理の証明についても記述している。
ニースのリセで教職を務めたが成功せず、パリ天文台でアシスタントとして働くようになった。1865年にアシスタント職を去り、1880年からジョゼフ・ベルトランの創立したシャラントン精神病院の支援を行った。ベルトランはバルビエに数学分野に復帰するよう奨めた。
後年に発表した論文は10以上に上る。ベルトランの組合せ数学の研究に貢献し、ベルトランの投票問題 の一般化について報告した。数学の功績を称え、フランス科学アカデミーより、何度かフランクール賞を授与されている。
1889年ロワールのサン＝ジュネ＝ルルで逝去した。